# William Meredith (Schachkomponist)

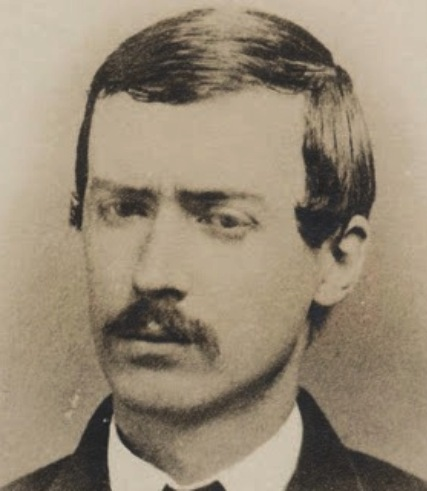
William Meredith

William Meredith (* 14. Mai 1835 in Philadelphia; † 10. August 1903 in Folcroft (Pennsylvania)) war ein US-amerikanischer Schachkomponist.
William Meredith entstammte einer angesehenen Familie. Sein Vater William M. Meredith war von 1849 bis 1850 Finanzminister der Vereinigten Staaten.
Meredith arbeitete zunächst als Jurist. Als ihm die Ausübung seines Berufs wegen einer langwierigen schweren Erkrankung nicht mehr möglich war, wandte er sich ab 1870 dem Verfassen von Schachaufgaben zu. 100 seiner so entstandenen etwa 200 Schachprobleme wurden 1916 in einem Buch in Alain C. Whites Christmas Series durch unterschiedliche Autoren kommentiert. Er gilt heute als einer der ersten Zweizüger-Verfasser Amerikas und Wegbereiter für das Genre.
Auf William Meredith geht die Bezeichnung „Meredith“ für Schachkompositionen mit acht bis zwölf Steinen zurück, seiner Spezialität. Die Bezeichnung wurde nach einem Gedenkturnier des Good Companion Club ihm zu Ehren gewählt.